# Reichstagswahlkreis Großherzogtum Sachsen-Weimar-Eisenach 2

Die Wahlkreisaufteilung des Deutschen Reichs.

Der Reichstagswahlkreis Großherzogtum Sachsen-Weimar-Eisenach 2 (in der reichsweiten Durchnummerierung auch Reichstagswahlkreis 355; auch Reichstagswahlkreis Eisenach-Dermbach genannt) war der zweite Reichstagswahlkreis für das Großherzogtum Sachsen-Weimar-Eisenach für die Reichstagswahlen im Deutschen Reich und im Norddeutschen Bund von 1867 bis 1918.

## Wahlkreiszuschnitt
Der Wahlkreis umfasste die Amtsgerichtsbezirk Eisenach, Gerstungen, Geisa, Kaltennordheim, Stadtlengsfeld, Ostheim und Vacha.
| Jahr | Einwohner |
| ---- | --------- |
| 1890 | 91.229    |
| 1895 | 95.226    |
| 1900 | 104.676   |
| 1905 | 113.018   |
| 1910 | 119.571   |

|      | Landwirtschaft | Industrie und Gewerbe | Handel und Dienstleistungen |
| ---- | -------------- | --------------------- | --------------------------- |
| 1895 | 48,1           | 35,2                  | 16,7                        |
| 1907 | 37,8           | 43,2                  | 19,1                        |

|      | Evangelisch | Katholisch |
| ---- | ----------- | ---------- |
| 1890 | 88,2        | 9,6        |
| 1905 | 89,8        | 9,6        |
| 1910 | 90,4        | 8,4        |

## Abgeordnete
| Wahl                                        | Abgeordneter        | Partei | Bild |
| ------------------------------------------- | ------------------- | ------ | ---- |
| Reichstagswahl Februar 1867 bis August 1867 | Hermann Hering      | NLP    | 0    |
| Reichstagswahl August 1867 bis 1871         | Carl von Schwendler | NLP    |      |
| Reichstagswahl 1871 bis 1874                | Wilhelm Endemann    | NLP    |      |
| Reichstagswahl 1874 bis 1881                | Friedrich Sommer    | NLP    | 0    |
| Reichstagswahl 1881 bis 1887                | Ludolf Parisius     | DFP    | 0    |
| Reichstagswahl 1887 bis 1890                | Paul Geibel         | NLP    | 0    |
| Reichstagswahl 1890 bis 1893                | Ernst Harmening     | DFP    |      |
| Reichstagswahl 1893 bis 1903                | Wilhelm Casselmann  | FVp    | 0    |
| Reichstagswahl 1903 bis 1907                | Otto Fries          | NLP    | 0    |
| Reichstagswahl 1907 bis 1912                | Wilhelm Schack      | DSP    | 0    |
| Reichstagswahl 1912 bis 1918                | Felix Marquart      | NLP    |      |

## Wahlen

### 1867 (Februar)
Es fand nur ein Wahlgang statt. Die Zahl der gültigen Stimmen betrug 7537.
| Kandidat       | Partei | Stimmen | in % | Anmerkungen |
| -------------- | ------ | ------- | ---- | ----------- |
| Hermann Hering | NLP    | 5115    | 0    | 0           |

### 1867 (August)
Es fand nur ein Wahlgang statt. Die Zahl der gültigen Stimmen betrug 4598.
| Kandidat            | Partei    | Stimmen | in % | Anmerkungen |
| ------------------- | --------- | ------- | ---- | ----------- |
| Carl von Schwendler | bkF (Lib) | 2560    | 0    | 0           |
|                     |           |         | 0    | 0           |

### 1871
Es fand ein Wahlgang statt. 16.388 Männer waren wahlberechtigt. Die Zahl der abgegebenen Stimmen betrug 8974, 85 Stimmen waren ungültig. Die Wahlbeteiligung betrug 55,3 %.
| Kandidat         | Partei   | Stimmen | in % | Anmerkungen     |
| ---------------- | -------- | ------- | ---- | --------------- |
| Wilhelm Endemann | NLP      | 4748    | 0    | 0               |
| Karl Thon        | NLP      | 2292    | 0    | Staatsrat a. D. |
| Creuznacher      | V        | 1824    | 0    | Rechtsanwalt    |
| 0                | Sonstige | 10      | 0    | 0               |

### 1874
Es fand ein Wahlgang statt. 16.558 Männer waren wahlberechtigt. Die Zahl der abgegebenen Stimmen betrug 10.231, 75 Stimmen waren ungültig. Die Wahlbeteiligung betrug 62,2 %.
| Kandidat              | Partei   | Stimmen | in % | Anmerkungen |
| --------------------- | -------- | ------- | ---- | ----------- |
| Friedrich Sommer      | NLP      | 5740    | 0    | 0           |
| Ludolf Parisius       | F        | 1995    | 0    | 0           |
| Freiherr von Rotenhan | Kons     | 1326    | 0    | 0           |
| Wilhelm Liebknecht    | S (Eis)  | 955     | 0    | 0           |
| 0                     | Sonstige | 15      | 0    | 0           |

### 1877
Es fand ein Wahlgang statt. 17.663 Männer waren wahlberechtigt. Die Zahl der abgegebenen Stimmen betrug 10.472, 127 Stimmen waren ungültig. Die Wahlbeteiligung betrug 60 %.
| Kandidat              | Partei   | Stimmen | in % | Anmerkungen |
| --------------------- | -------- | ------- | ---- | ----------- |
| Friedrich Sommer      | NLP      | 6783    | 0    | 0           |
| Joseph Cremer         | Zentrum  | 1423    | 0    | 0           |
| Wilhelm Liebknecht    |          | 1167    | 0    | 0           |
| Freiherr von Rotenhan | Kons     | 550     | 0    | 0           |
| Eugen Richter         | F        |         | 0    | 0           |
|                       | S        | 37      | 0    | 0           |
| 0                     | Sonstige | 11      | 0    | 0           |

### 1878
Es fand ein Wahlgang statt. 18.005 Männer waren wahlberechtigt. Die Zahl der abgegebenen Stimmen betrug 10.729, 47 Stimmen waren ungültig. Die Wahlbeteiligung betrug 59,9 %.
| Kandidat              | Partei   | Stimmen | in % | Anmerkungen |
| --------------------- | -------- | ------- | ---- | ----------- |
| Friedrich Sommer      | NLP      | 6937    | 0    | 0           |
| Joseph Cremer         | Zentrum  | 1264    | 0    | 0           |
| Wilhelm Liebknecht    | SPD      | 254     | 0    | 0           |
| Freiherr von Rotenhan | Kons     | 2242    | 0    | 0           |
| 0                     | Sonstige | 32      | 0    | 0           |

### 1881
Es fanden zwei Wahlgänge statt. 17.599 Männer waren wahlberechtigt. Die Zahl der abgegebenen Stimmen betrug im ersten Wahlgang 11.336, 39 Stimmen waren ungültig. Die Wahlbeteiligung betrug 64,6 %.
| Kandidat                      | Partei   | Stimmen | in % | Anmerkungen              |
| ----------------------------- | -------- | ------- | ---- | ------------------------ |
| Ludolf Parisius               | F        | 3207    | 0    | 0                        |
| Ernst von Gustedt             | NLP      | 3409    | 0    | 0                        |
| Joseph Cremer                 | Zentrum  | 1264    | 0    | 0                        |
| Hagemann                      | Zentrum  | 1042    | 0    | Frühmesser               |
| Wilhelm Liebknecht            | SPD      | 29      | 0    | 0                        |
| Fuchs                         | Kons     | 1302    | 0    | Dr., Direktor aus Berlin |
| Freiherr von Schorlemmer-Alst | Zentrum  | 342     | 0    |                          |
| 0                             | Sonstige | 5       | 0    | 0                        |

In der Stichwahl betrug die Zahl der abgegebenen Stimmen 12.300, 31 Stimmen waren ungültig. Die Wahlbeteiligung betrug 70,1 %.
| Kandidat          | Partei | Stimmen | in % | Anmerkungen |
| ----------------- | ------ | ------- | ---- | ----------- |
| Ludolf Parisius   | F      | 8094    | 0    | 0           |
| Ernst von Gustedt | NLP    | 4206    | 0    | 0           |

### 1884
Es fanden zwei Wahlgänge statt. 17.973 Männer waren wahlberechtigt. Die Zahl der abgegebenen Stimmen betrug im ersten Wahlgang 11.982, 58 Stimmen waren ungültig. Die Wahlbeteiligung betrug 67 %.
| Kandidat        | Partei   | Stimmen | in % | Anmerkungen |
| --------------- | -------- | ------- | ---- | ----------- |
| Ludolf Parisius | F        | 4860    | 0    | 0           |
|                 | NLP      | 5680    | 0    | 0           |
|                 | Zentrum  | 1286    | 0    | 0           |
|                 | SPD      | 153     | 0    | 0           |
| 0               | Sonstige | 3       | 0    | 0           |

In der Stichwahl betrug die Zahl der abgegebenen Stimmen 14.442, 31 Stimmen waren ungültig. Die Wahlbeteiligung betrug 80,5 %.
| Kandidat        | Partei | Stimmen | in % | Anmerkungen |
| --------------- | ------ | ------- | ---- | ----------- |
| Ludolf Parisius | F      | 7383    | 0    | 0           |
|                 | NLP    | 7059    | 0    | 0           |

### 1887
Es fand ein Wahlgang statt. 18.819 Männer waren wahlberechtigt. Die Zahl der abgegebenen Stimmen betrug 15.550, 35 Stimmen waren ungültig. Die Wahlbeteiligung betrug 82 %.
| Kandidat    | Partei   | Stimmen | in % | Anmerkungen |
| ----------- | -------- | ------- | ---- | ----------- |
|             | F        | 6314    | 0    | 0           |
| Paul Geibel | NLP      | 8881    | 0    | 0           |
|             | SPD      | 352     | 0    | 0           |
| 0           | Sonstige | 3       | 0    | 0           |

### 1890
Die Kartellparteien NLP und Konservative einigten sich auf Paul Geibel als gemeinsamen Kandidaten.
Es fand ein Wahlgang statt. Die Zahl der Wahlberechtigten betrug 19.169. Die Zahl der abgegebenen gültigen Stimmen betrug 15.388, 39 Stimmen waren ungültig. Die Wahlbeteiligung belief sich auf 80,3 %.
| Kandidat              | Partei   | Stimmen | in %   | Anmerkungen |
| --------------------- | -------- | ------- | ------ | ----------- |
| Ernst Harmening       | DF       | 7850    | 51,1 % | 0           |
| Paul Friedrich Geibel | NLP      | 5808    | 37,8 % | 0           |
| Wilhelm Bock          | SPD      | 691     | 4,5 %  | 0           |
|                       | Zentrum  | 992     | 6,5 %  | 0           |
| 0                     | Sonstige | 8       | 0,1 %  | 0           |

### 1893
Der Kandidat der NLP, von der Osten, erhielt die Unterstützung der Konservativen sowie des neu gegründeten BdL. Um die Unterstützung des Zentrums zu erhalten, sprach sich Casselmann vor der Wahl für die Aufhebung der Jesuitengesetze aus. Dennoch stellte das Zentrum einen Kandidaten.
Es fanden zwei Wahlgänge statt. Die Zahl der Wahlberechtigten betrug 19.724. Die Zahl der abgegebenen gültigen Stimmen betrug im ersten Wahlgang 14.085, 46 Stimmen waren ungültig. Die Wahlbeteiligung belief sich auf 71,4 %.
| Kandidat                | Partei   | Stimmen | in %   | Anmerkungen             |
| ----------------------- | -------- | ------- | ------ | ----------------------- |
| Kaiser                  | DS       | 1623    | 11,6 % | 0                       |
| Wilhelm Casselmann      | FVP      | 3806    | 27,1 % | 0                       |
| von der Osten           | NLP      | 5328    | 37,9 % | Dr. , Bezirkskommandant |
| Wilhelm Bock            | SPD      | 2469    | 17,6 % | 0                       |
| Georg Friedrich Dasbach | Zentrum  | 809     | 5,8 %  | 0                       |
| 0                       | Sonstige | 4       | 0,0 %  | 0                       |

Die SPD unterstützte in der Stichwahl Casselmann.
Die Zahl der abgegebenen gültigen Stimmen betrug in der Stichwahl 15.153, 23 Stimmen waren ungültig. Die Wahlbeteiligung belief sich auf 76,8 %.
| Kandidat           | Partei | Stimmen | in %   | Anmerkungen             |
| ------------------ | ------ | ------- | ------ | ----------------------- |
| Wilhelm Casselmann | FVP    | 7570    | 50,0 % | 0                       |
| von der Osten      | NLP    | 7560    | 40,0 % | Dr. , Bezirkskommandant |

### Ersatzwahl 1895
Nachdem der Wahlprüfungsausschuss des Reichstags die Wahl von Casselmann für ungültig erklärt hatte, kam es am 4. April 1895 zu einer Ersatzwahl. Konservative und BdL unterstützten dabei Gustav Roesicke.
Es fanden zwei Wahlgänge statt. Die Zahl der Wahlberechtigten betrug 19.721. Die Zahl der abgegebenen gültigen Stimmen betrug im ersten Wahlgang 13.939, 21 Stimmen waren ungültig. Die Wahlbeteiligung belief sich auf 70,7 %.
| Kandidat           | Partei   | Stimmen | in %   | Anmerkungen                       |
| ------------------ | -------- | ------- | ------ | --------------------------------- |
| Gustav Roesicke    | BdL      | 2914    | 20,9 % | 0                                 |
| Paul Reimann       | DSR      | 2645    | 19,0 % | Gutsbesitzer in Schermen bei Burg |
| Wilhelm Casselmann | FVP      | 3594    | 25,8 % | 0                                 |
| Eckels             | NLP      | 1923    | 13,8 % | Dr. Justizrat aus Göttingen       |
| Pätzold            | SPD      | 2835    | 20,4 % | Schneider aus Eisenach            |
| 0                  | Sonstige | 7       | 0,1 %  | 0                                 |

In der Stichwahl rief die NLP zur Wahlenthaltung auf.
Die Zahl der abgegebenen gültigen Stimmen betrug in der Stichwahl 12.536, 120 Stimmen waren ungültig. Die Wahlbeteiligung belief sich auf 63,6 %.
| Kandidat           | Partei | Stimmen | in %   | Anmerkungen |
| ------------------ | ------ | ------- | ------ | ----------- |
| Gustav Roesicke    | BdL    | 2914    | 20,9 % | 0           |
| Wilhelm Casselmann | FVP    | 3594    | 25,8 % | 0           |

### 1898
Der BdL unterstützte Schrader. Im Gegenzug unterstützte die DSP im Reichstagswahlkreis Großherzogtum Sachsen-Weimar-Eisenach 1 den dortigen Kandidaten von BdL und Konservativen. Auch die Konservativen schlossen sich dem Bündnis an. Das Zentrum rief zur Wahl von Casselmann auf.
Es fanden zwei Wahlgänge statt. Die Zahl der Wahlberechtigten betrug 21.152. Die Zahl der abgegebenen gültigen Stimmen betrug im ersten Wahlgang 12.096, 24 Stimmen waren ungültig. Die Wahlbeteiligung belief sich auf 57,2 %.
| Kandidat           | Partei   | Stimmen | in %   | Anmerkungen                       |
| ------------------ | -------- | ------- | ------ | --------------------------------- |
| Schrader           | DSP      | 2698    | 22,4 % | Gutsbesitzer aus Zechlau          |
| Wilhelm Casselmann | FVP      | 3714    | 30,8 % | 0                                 |
| Flex               | NLP      | 1912    | 15,8 % | Dr., Gymnasiallehrer aus Eisenach |
| Pätzold            | SPD      | 3744    | 31,0 % | Schneider aus Eisenach            |
| 0                  | Sonstige | 4       | 0,0 %  | 0                                 |

In der Stichwahl riefen alle bürgerlichen Parteien zur Wahl von Casselmann auf.
Die Zahl der abgegebenen gültigen Stimmen betrug in der Stichwahl 11.102, 57 Stimmen waren ungültig. Die Wahlbeteiligung belief sich auf 52,5 %.
| Kandidat           | Partei | Stimmen | in %   | Anmerkungen            |
| ------------------ | ------ | ------- | ------ | ---------------------- |
| Wilhelm Casselmann | FVP    | 6376    | 57,7 % | 0                      |
| Pätzold            | SPD    | 4669    | 42,3 % | Schneider aus Eisenach |

### 1903
Der BdL stellte seinen Anhängern die Wahl von Fries oder Noll frei.
Es fanden zwei Wahlgänge statt. Die Zahl der Wahlberechtigten betrug 23.051. Die Zahl der abgegebenen gültigen Stimmen betrug im ersten Wahlgang 15.169, 26 Stimmen waren ungültig. Die Wahlbeteiligung belief sich auf 65,8 %.
| Kandidat      | Partei   | Stimmen | in %   | Anmerkungen       |
| ------------- | -------- | ------- | ------ | ----------------- |
| Noll          | DS       | 2145    | 14,2 % | Schriftsteller    |
| Ebner         | FVP      | 2049    | 13,5 % | Dr.               |
| Otto Fries    | NLP      | 3585    | 23,7 % | 0                 |
| Hermann Leber | SPD      | 6018    | 39,7 % | 0                 |
| Müller        | Zentrum  | 1313    | 8,7 %  | Rentier aus Fulda |
| 0             | Sonstige | 3       | 0,0 %  | 0                 |

In der Stichwahl unterstützten DSP und Zentrum den NLP-Kandidaten, die FVP gab die Wahl frei.
Die Zahl der abgegebenen gültigen Stimmen betrug in der Stichwahl 16.487, 102 Stimmen waren ungültig. Die Wahlbeteiligung belief sich auf 71,6 %.
| Kandidat      | Partei | Stimmen | in %   | Anmerkungen |
| ------------- | ------ | ------- | ------ | ----------- |
| Otto Fries    | NLP    | 8560    | 52,2 % | 0           |
| Hermann Leber | SPD    | 7835    | 47,8 % | 0           |

### Ersatzwahl 1905
Otto Fries starb am 24. August 1905. Daher musste eine Ersatzwahl erfolgen. Hierbei unterstützten die DSP, die Deutsche Reformpartei, die Christlich Soziale Arbeiter Partei und der BdL Wilhelm Schack.
Es fanden zwei Wahlgänge statt. Die Zahl der Wahlberechtigten betrug 24.629. Die Zahl der abgegebenen gültigen Stimmen betrug im ersten Wahlgang 17.504, 65 Stimmen waren ungültig. Die Wahlbeteiligung belief sich auf 71,1 %.
| Kandidat       | Partei   | Stimmen | in %   | Anmerkungen       |
| -------------- | -------- | ------- | ------ | ----------------- |
| Wilhelm Schack | DS       | 4049    | 23,2 % | 0                 |
| Philipp Kühner | FVP      | 2692    | 15,4 % | Chefredakteur     |
| Flex           | NLP      | 2782    | 16,0 % | 0                 |
| Hermann Leber  | SPD      | 6799    | 39,0 % | 0                 |
| Müller         | Zentrum  | 1112    | 6,4 %  | Rentier aus Fulda |
| 0              | Sonstige | 5       | 0,0 %  | 0                 |

In der Stichwahl erklärte die FVP "Unter keinen Umständen für den Antisemiten!". Der Wahlaufruf der NLP für Schack fiel sehr zurückhalten aus.
Die Zahl der abgegebenen gültigen Stimmen betrug in der Stichwahl 19.120, 174 Stimmen waren ungültig. Die Wahlbeteiligung belief sich auf 77,6 %.
| Kandidat       | Partei | Stimmen | in %   | Anmerkungen |
| -------------- | ------ | ------- | ------ | ----------- |
| Wilhelm Schack | DS     | 10.325  | 54,5 % | 0           |
| Hermann Leber  | SPD    | 8621    | 45,5 % | 0           |

### 1907
Die liberalen Parteien einigten sich auf einen gemeinsamen Kandidaten der NLP. Im Gegenzug unterstützte die NLP im Wahlkreis 254 den linksliberalen Kandidaten. Schack wurde von der Wirtschaftlichen Vereinigung, dem BdL und dem Zentrum unterstützt.
Es fanden zwei Wahlgänge statt. Die Zahl der Wahlberechtigten betrug 24.899. Die Zahl der abgegebenen gültigen Stimmen betrug im ersten Wahlgang 21.027, 71 Stimmen waren ungültig. Die Wahlbeteiligung belief sich auf 84,4 %.
| Kandidat       | Partei   | Stimmen | in %   | Anmerkungen                       |
| -------------- | -------- | ------- | ------ | --------------------------------- |
| Wilhelm Schack | DS       | 6985    | 33,3 % | 0                                 |
| Winter         | NLP      | 6089    | 29,1 % | Dr., Archivdirektor aus Magdeburg |
| Hermann Leber  | SPD      | 7875    | 37,6 % | 0                                 |
| 0              | Sonstige | 7       | 0,0 %  | 0                                 |

In der Stichwahl unterstützte die FVP den Sozialdemokraten. Im Gegenzug unterstützte die SPD im Wahlkreis 310 den Kandidaten der FVP.
Die Zahl der abgegebenen gültigen Stimmen betrug in der Stichwahl 19.790, 447 Stimmen waren ungültig. Die Wahlbeteiligung belief sich auf 79,5 %.
| Kandidat       | Partei | Stimmen | in %   | Anmerkungen |
| -------------- | ------ | ------- | ------ | ----------- |
| Wilhelm Schack | DS     | 9834    | 50,8 % | 0           |
| Hermann Leber  | SPD    | 9509    | 49,2 % | 0           |

### Ersatzwahl 1910
Nachdem Wilhelm Schack das Mandat aufgrund eines Skandals niedergelegt hatte, kam es am 29. Januar 1910 zu einer Ersatzwahl. Die NLP benannte den Landwirt Krug als gesamtliberalen Kandidaten. Nachdem aber bekannt wurde, dass Krug Mitglied des BdL war, zog die FVP die Unterstützung zurück. Um dennoch einen gemeinsamen liberalen Kandidaten zu ermöglichen, entschied sich die NLP statt Krug Appelius zu benennen und erhielt hierzu die Unterstützung der Linksliberalen. Adolf Hädrich erhielt die Unterstützung des Zentrums, der Konservativen und des BdL.
Es fand ein Wahlgang statt. Die Zahl der abgegebenen gültigen Stimmen betrug 20.449, 80 Stimmen waren ungültig. Die Wahlbeteiligung belief sich auf 77,8 3%.
| Kandidat        | Partei   | Stimmen | in %   | Anmerkungen                |
| --------------- | -------- | ------- | ------ | -------------------------- |
| Adolf Hädrich   | DS       | 4361    | 21,4 % | Postverwalter aus Dermbach |
| Alfred Appelius | NLP      | 5789    | 28,3 % | 0                          |
| Hermann Leber   | SPD      | 10.255  | 50,2 % | 0                          |
| 0               | Sonstige | 14      | 0,1 %  | 0                          |

### 1912
Die Parteienbündnisse entsprachen der der letzten Wahl. Aufgrund der Schack-Affäre und des Ausgangs der Nachwahl, wurde nun aber ein Kandidat des BdL statt der DSP aufgestellt.
Es fanden zwei Wahlgänge statt. Die Zahl der Wahlberechtigten betrug 27.697. Die Zahl der abgegebenen gültigen Stimmen betrug im ersten Wahlgang 23.203, 99 Stimmen waren ungültig. Die Wahlbeteiligung belief sich auf 83,8 %.
| Kandidat       | Partei   | Stimmen | in %   | Anmerkungen |
| -------------- | -------- | ------- | ------ | ----------- |
| Kaiser         | BdL      | 6039    | 26,1 % | 0           |
| Felix Marquart | NLP      | 6421    | 27,8 % | 0           |
| Hermann Leber  | SPD      | 10.623  | 46,0 % | 0           |
| 0              | Sonstige | 21      | 0,1 %  | 0           |

In der Stichwahl riefen alle bürgerlichen Parteien zur Wahl von Marquart auf.
Die Zahl der abgegebenen gültigen Stimmen betrug in der Stichwahl 23.788, 195 Stimmen waren ungültig. Die Wahlbeteiligung belief sich auf 85,9 %.
| Kandidat       | Partei | Stimmen | in %   | Anmerkungen |
| -------------- | ------ | ------- | ------ | ----------- |
| Felix Marquart | NLP    | 12.391  | 52,5 % | 0           |
| Hermann Leber  | SPD    | 11.202  | 47,5 % | 0           |